# Поскотин, Семён
Семён Поскотин (родился 29 декабря 1983 года, Медведицкий, СССР) — российско-немецкий кикбоксер. С 2009 года является чемпионом мира по кикбоксингу в весовой категории до 72,5 кг.

## Биография
Семен Поскотин родился в 1983 году в Советском Союзе. Предки его матери были русскими немцами. Его семья эмигрировала в Германию в 2005 году. Помимо родного русского языка, он говорит ещё по-немецки, по-английски и по-испански. В 2008 году он начал изучать бизнес-администрирование в Университете прикладных наук города Хоф, который он окончил со степенью магистра.

## Спортивная карьера
Семен Поскотин начал заниматься боксом в 9 лет. Он провел более 300 любительских боксерских боев под руководством тренера Александра Ивановича Захарова, был членом российской и немецкой молодёжной боксерской сборной и немецкой боксерской сборной, прежде чем перейти на кикбоксинг. В центре боевых видов спорта Стеко он был подготовлен к профессиональному спорту тренерами по кикбоксингу Младеном Стеко, Павликом Стеко и Звонко Йосиповичем. Как профессионал, с 2009 года он смог завоевать чемпионские титулы в весовой категории до 72,5 кг в четырёх федерациях кикбоксинга.
Телеканал SAT.1 ещё в 2011 году заключил эксклюзивный контракт с Stekos Fight Night. Во время этого мероприятия по боевым искусствам, как правило, проводятся бои чемпионата мира ВКУ.
Поскотин-председатель некоммерческой организации «Сибирский дом». За активное участие в сфере спорта, культуры и Социальной работы он получил золотой крест «за заслуги» от мэра Мюнхена Кристиан Уде.

## Спортивные достижения
- Чемпион мира WKU 2015
- Чемпион мира WKU 2013[4]
- Чемпион мира WKA 2010, 2011, 2012
- Вако-чемпион мира с 2009 года
- WAKO World Cup-2009 победитель
- Международная спортивная ассоциация каратэ-чемпион мира 2011 и 2012 годов